# 2449 Kenos
2449 Kenos (1978 GC) là một tiểu hành tinh bay qua Sao Hỏa được phát hiện ngày 8 tháng 4 năm 1978 bởi W. Liller ở Cerro Tololo.